# Ryszard Szymczak
Ryszard Władysław Szymczak, né le 14 décembre 1944 à Pruszków, alors occupée par l'Allemagne nazie (aujourd'hui ville polonaise) et décédé le 7 décembre 1996 à Varsovie, est un footballeur international polonais. Il était attaquant, et a surtout marqué le Gwardia Varsovie, qu'il a défendu sur le territoire polonais pendant plus de treize ans.

## Carrière

### Palmarès
- Finaliste de la Coupe de Pologne : 1974

- Vainqueur des Jeux olympiques : 1972

### Distinctions personnelles
- Meilleur buteur du Championnat de Pologne : 1972, 16 buts